# Armagh
Armagh (irsk: Ard Mhacha) er en by i det sydlige Nordirland. Byen er hovedstad i distriktet af samme navn. Indbyggertallet er pr. 2001 på 14.590.